# TT65
| i | m&n | neb |

| i | m&n | neb |

| M18 | W19 | N14 · Z1 |

| M18 | W19 | N14 · Z1 |

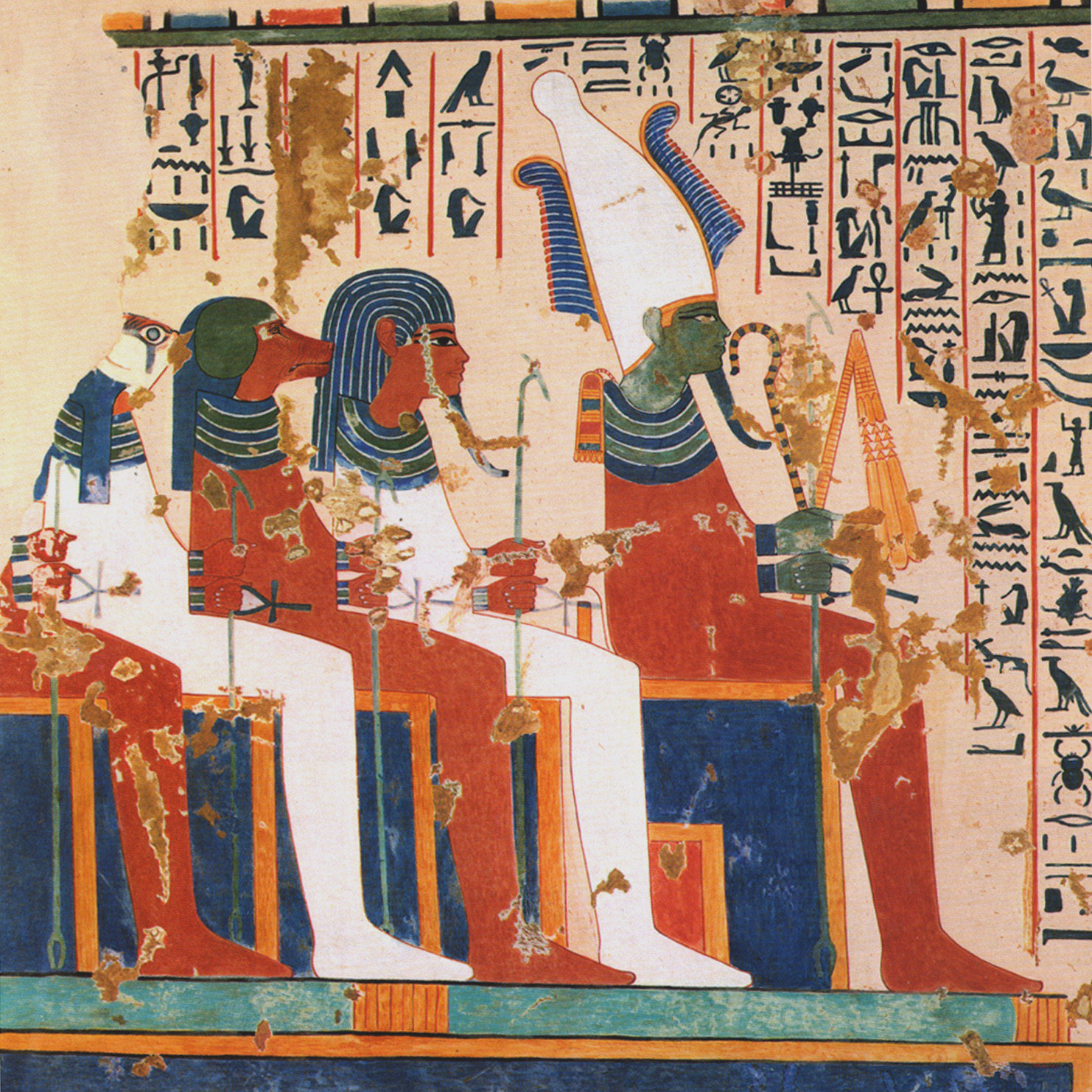
Osiride e i quattro Figli di Horo, tempera su carta di N. de Garis Davies (Metropolitan Museum, cat. MET eg30.4.157)

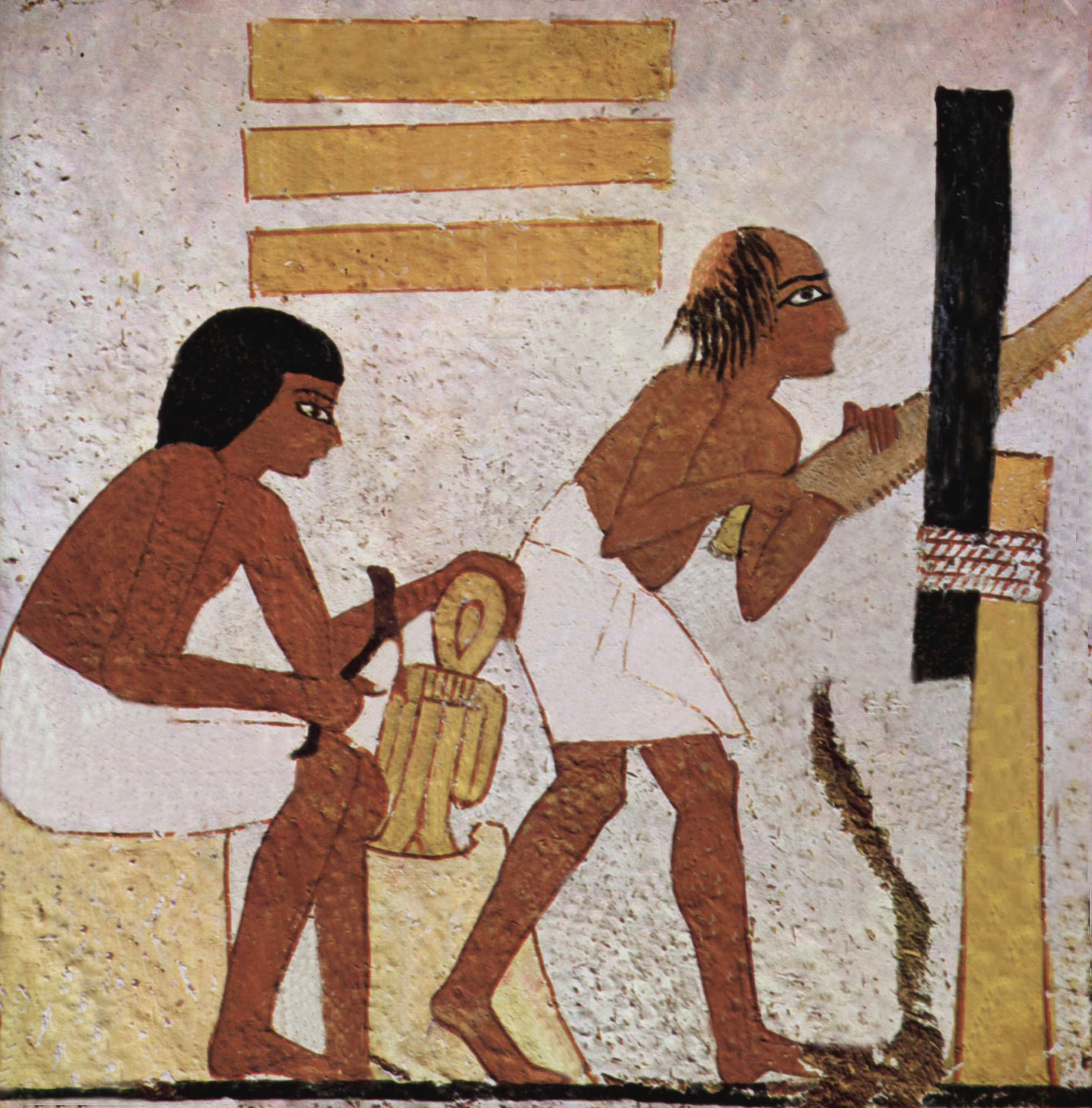
Artigiani e scultori

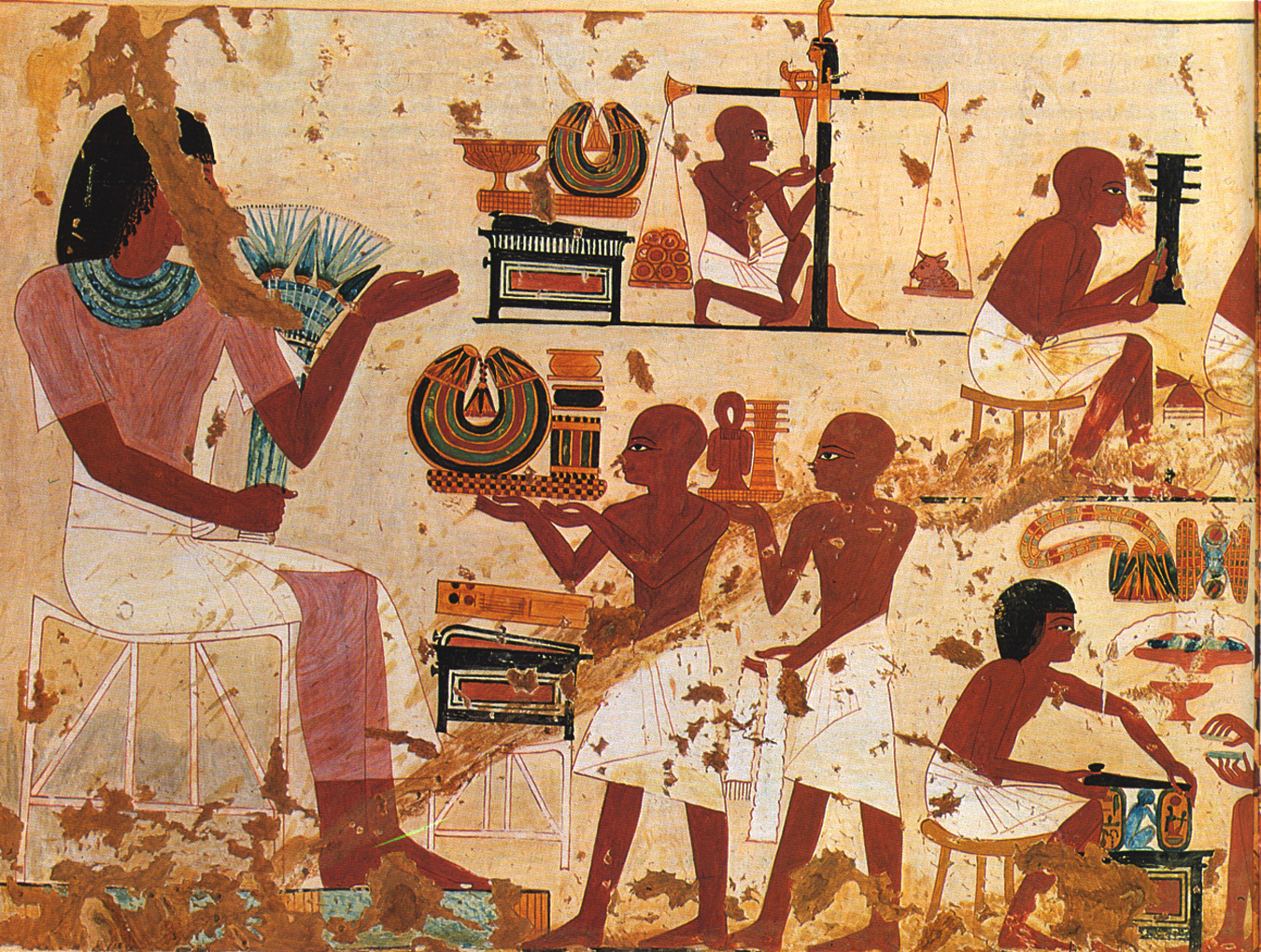
Artigiani al lavoro, tempera su carta di N. de Garis Davies (Metropolitan Museum, cat. MET eg30.4.103

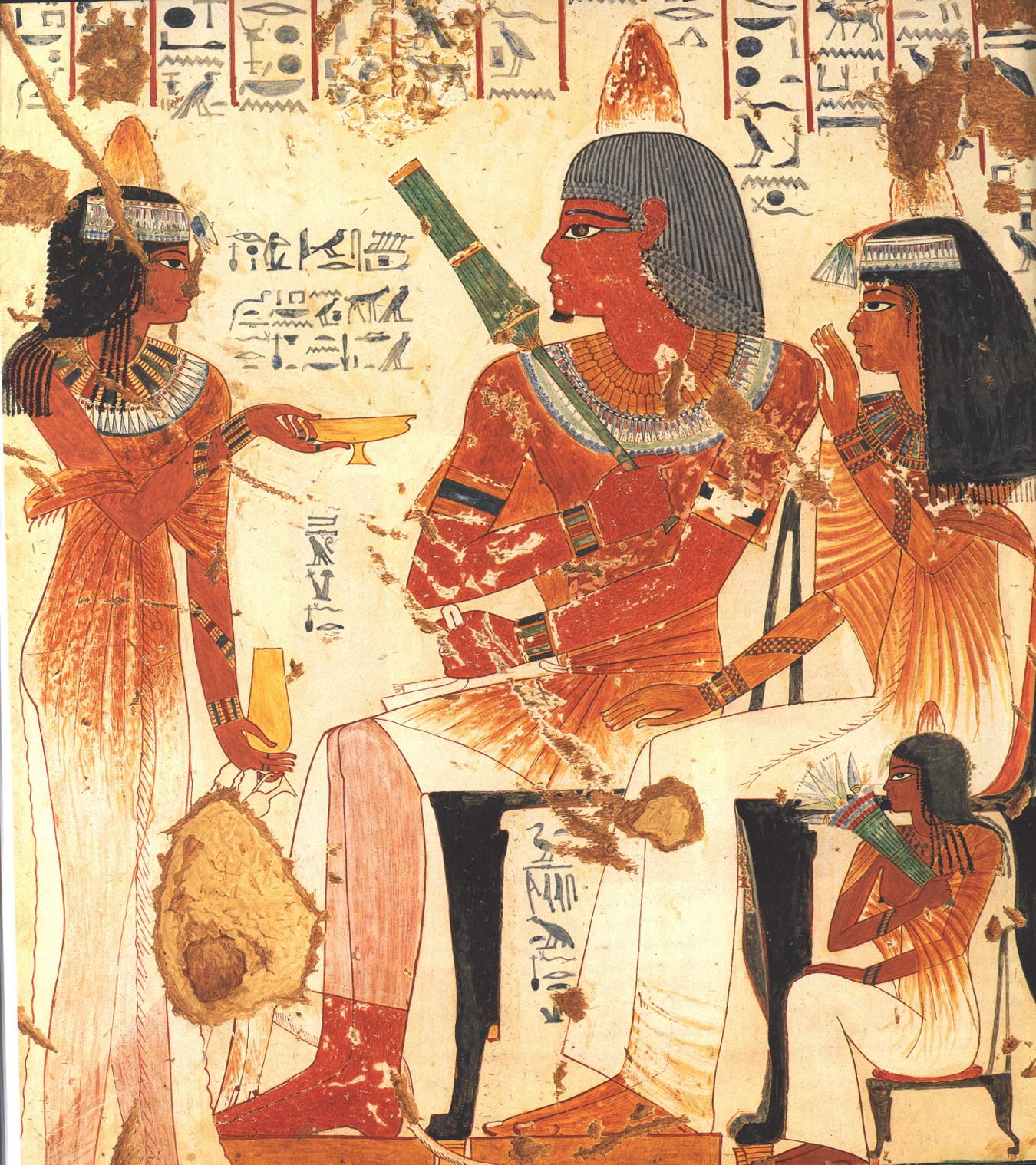
Il defunto e la madre ricevono vino, tempera su carta di N. de Garis Davies (Metropolitan Museum, cat. MET eg30.4.106)

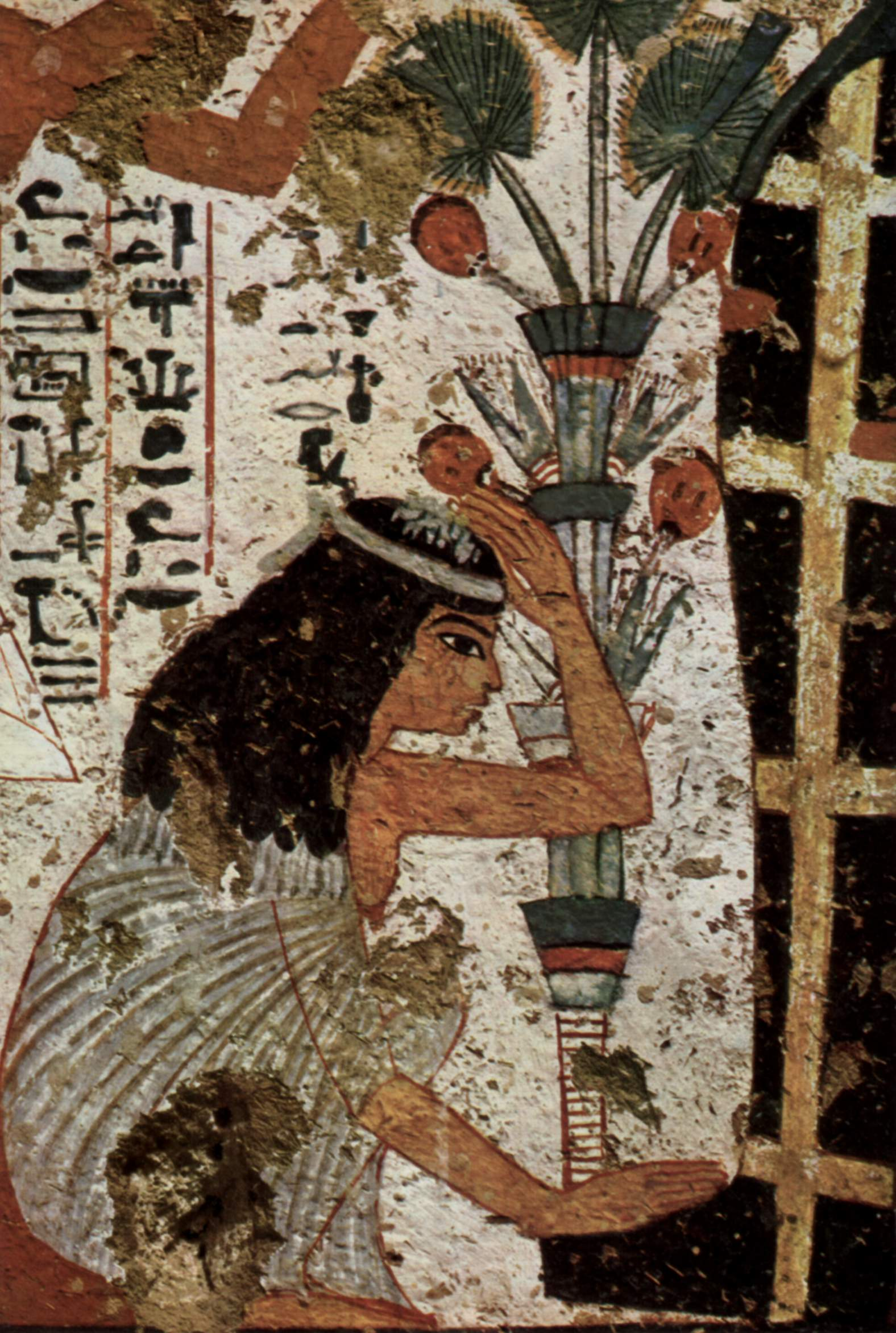
Prefica in presenza della mummia di Nebamun

TT65 (Theban Tomb 65) è la sigla che identifica una delle Tombe dei Nobili ubicate nell’area della cosiddetta Necropoli Tebana, sulla sponda occidentale del Nilo dinanzi alla città di Luxor, in Egitto. Destinata a sepolture di nobili e funzionari connessi alle case regnanti, specie del Nuovo Regno, l'area venne sfruttata, come necropoli, fin dall'Antico Regno e, successivamente, sino al periodo Saitico (con la XXVI dinastia) e Tolemaico.

## Titolare
TT65 era la tomba di:
| Titolare                         | Titolo | Necropoli           | Dinastia/Periodo                                        | Note                                                        |
| -------------------------------- | --- | ------------------- | ------------------------------------------------------- | ----------------------------------------------------------- |
| Nebamun, poi usurpata da Imyseba | Scriba della contabilità (?) reale, Supervisore ai granai del Tempio / Responsabile dell'altare e Capo degli scribi del tempio del dominio di Amon | Sheikh Abd el-Qurna | XVIII dinastia (Hatshepsut) / XX dinastia (Ramses IX ?) | versante nord-est della collina, a poca distanza dalla TT64 |

## Biografia
TT65 venne realizzata, durante il regno di Hatshepsut (XVIII dinastia) per Nebamun, responsabile della contabilità reale e supervisore ai granai e usurpata successivamente, durante la XX dinastia, da Imyseba, Responsabile dell'altare del dio e Capo degli scribi di Amon. Si conoscono i nomi dei genitori, Amenhotep, Capo degli scribi di Amon-Ra in Karnak, e Mitemmeres, ma non è possibile stabilire a chi dei due defunti faccia riferimento. Analogo ragionamento per Tentpapersetha, moglie. Si ritiene tuttavia più plausibile che i legami di parentela riguardino Imyseba.

## La tomba
TT65 si apre in un ampio cortile e si sviluppa con forma a "T" rovesciata tipica di analoghe sepolture della XVIII dinastia. Ad un breve corridoio di accesso, in cui è rappresentato il defunto in adorazione, segue un corridoio trasversale il cui soffitto è sorretto da sei colonne, sulle cui pareti è rappresentato il defunto in atto di ricevere tributi, tra cui vasi decorati con teste di cane, di stambecchi, di cavalli, del dio Bes e anelli d'oro, da popoli stranieri nubiani e asiatici. In altra scena, Ramses IX assiste al trasporto della barca di Amon-Ra da parte di alcuni preti seguiti da Hathor che reca lo scettro e l'ureo. Poco discosto, ancora Ramses IX offre libagioni e mazzi di fiori al trasporto del dio affiancato dalle statue di dodici re poste sotto un baldacchino. Seguono il defunto, la moglie ed alcuni parenti, in offertorio a Osiride e Maat. Ancora Ramses IX dinanzi alla barca della Triade Tebana (Amon, Mut e Khonsu) portata dai sacerdoti e seguita da statue di divinità e da suonatori di tamburo. Poco oltre, il defunto in offertorio dinanzi alla Triade Tebana, sotto un baldacchino con testi sacri, mentre dinanzi si svolge un concerto di arpe, liuti, nacchere e tamburi. Sul soffitto, sorretto dalle colonne a loro volta decorate con scene e testi sacri: divinità, babbuini e alcuni ba adorano uno scarabeo alato e la personificazione del pilastro Djed; sfingi adorano il disco solare e il defunto che adora il sole dell'orizzonte. Il tutto è circondato da uccelli e da testi sacri.
Un breve corridoio, in cui sono rappresentati pilastri Djed, adduce alla stretta camera/corridoio più interna, sulle cui pareti sono rappresentate cinque barche di Ra su due delle quali il defunto adora la divinità, il defunto e la moglie dinanzi ad Osiride, Iside, Nephtys e Sokar. Su un'altra parete, il Libro delle Porte e altre barche di Ra, in una delle quali un babbuino adora Kheper mentre Iside e Nephtys adorano il disco solare. Il soffitto è decorato con testi sacri e bucrani.

### Annotazioni
1. ↑  La prima numerazione delle tombe, dalla numero 1 alla 253, risale al 1913 con l’edizione del "Topographical Catalogue of the Private Tombs of Thebes" di Alan Gardiner e Arthur Weigall. Le tombe erano numerate in ordine di scoperta e non geografico; ugualmente in ordine cronologico di scoperta sono le tombe dalla 253 in poi.
2. ↑  I campi della Duat, ovvero l'aldilà egizio, si trovavano, secondo le credenze, proprio sulla riva occidentale del grande fiume.
3. ↑  Nella sua epoca di utilizzo, l'area era nota come "Quella di fronte al suo Signore" (con riferimento alla riva orientale, dove si trovavano le strutture dei Palazzi di residenza dei re e i templi dei principali dei) o, più semplicemente, "Occidente di Tebe".
4. ↑  le Tombe dei Nobili, benché raggruppate in un'unica area, sono di fatto distribuite su più necropoli distinte.
5. ↑  Le note, sovente di inquadramento topografico della tomba, sono tratte dal "Topographical Catalogue" di Gardiner e Weigall, ed. 1913 e fanno perciò riferimento alla situazione dell'epoca.
6. ↑  Il dipinto è sovrapposto ad uno precedente che rappresentava il dio Osiride.
7. ↑  Il dipinto è sovrapposto ad un altro precedente che rappresentava il defunto intento a controlli sui prodotti delle aree paludose settentrionali con i capi delle popolazioni del Delta nilotico

### Fonti
1. 1 2  Porter e Moss 1927,  p. 129.
2. ↑  Gardiner e Weigall 1913.
3. ↑  Donadoni 1999,  p. 115.
4. ↑  Gardiner e Weigall 1913, pp. 20-21.
5. ↑  Porter e Moss 1927,  planimetria p. 124.
6. ↑  Porter e Moss 1927,  pp. 129-132.